# 84º Centro C/SAR
L'84° Centro SAR è un gruppo dell'Aeronautica Militare destinato a compiti di ricerca e soccorso (SAR) ed impiega elicotteri AgustaWestland HH-139A. È parte integrante del 15º Stormo e aveva sede nell'Aeroporto di Brindisi-Casale. 
Il 10 settembre 2012 il reparto si è trasferito presso l'Aeroporto di Gioia del Colle.

## Storia
L'’84º Gruppo Idrovolanti della Regia Aeronautica viene costituito il 5 aprile 1924 a Venezia sull'isola delle Vignole e nell'ottobre 1937 diventa 84º Gruppo Ricognizione Marittima.

### Nella seconda guerra mondiale
Al 10 giugno 1940 l'84º Gruppo ricognizione era inquadrato nel Comando militare marittimo isole italiane dell'Egeo dell'Aviazione ausiliaria per la Marina con la 147ª e 185ª Squadriglia Ricognizione all'idroscalo Giovanni Rossetti di Portolago a Leros, dove era dislocato dal 1923, su 6 CANT Z.501 (che sostituì dal 1937 il Savoia-Marchetti S.55) ognuna.
Al 15 marzo 1941 disponeva di un CANT Z.506 per la 147ª ed uno per la 185ª Squadriglia a Portolago dove a luglio 1942 ne hanno 3 esemplari ognuna.
Al 10 agosto 1942 era nel Comando Aviazione Grecia con la 185ª e 147ª a Suda (Grecia) con 3 CZ 501.
A metà aprile 1943 la 147^ aveva 4 CZ 506 e la 185^ 3 CZ 506 a Portolago.
All'8 settembre 1943 il XXXIV Gruppo Ricognizione Marittima era a Torre del Lago Puccini con la 140ª Squadriglia con 3 CZ 501 e 2 CZ 506 e la 145ª Squadriglia con 5 Fiat R.S.14.
Al 31 dicembre 1943 era a Santa Giusta (Italia) sui CZ 506 con la 140ª, 145ª e 146ª Squadriglia.
Al 15 maggio 1944 era sui CZ 506 all'Aeroporto di Cagliari-Elmas con la 140ª ed all'Arsenale militare marittimo di Taranto con la 288ª Squadriglia.

### Il dopoguerra
Nel mese di agosto del 1948 viene spostato all'Aeroporto di Bracciano-Vigna di Valle, diventando Gruppo Soccorso Aereo alle dirette dipendenze del Comando Servizio Ricerca e Soccorso Aereo dell’Aeronautica Militare (Italia) con velivoli anfibi HU16A Grumman.
Il 19 ottobre del 1959 il Gruppo si trasferisce all'Aeroporto di Ciampino per svolgere mansioni di ricerca e soccorso (SAR – Search and Rescue) e nel 1965 sarà riconosciuto come Gruppo SAR del 15º Stormo. Nell'ottobre 1965 l’84º Gruppo Velivoli era dotato di Grumman HU-16 con le sue squadriglie 140ª e 287ª.
Nell'estate del 1976 iniziò la radiazione degli ormai vetusti HU-16. A partire dal 12 agosto 1977 lo Stormo ricevette i primi Sikorsky S-61 HH-3F Pelican, divenuti pienamente operativi nel 1979.
Nel marzo 1978 il Distaccamento dell'Aeroporto di Taranto-Grottaglie fu trasferito all'Aeroporto di Brindisi-Casale dove il 10 ottobre 1979 prese il nome di 84° Centro SAR ed era equipaggiato con elicotteri AB-204 ed in seguito Agusta Sikorsky HH-3F ‘’Pelican’’, diventando nel 1980 84° Centro Combat Search and Rescue.
A partire dal mese di gennaio 2012 lo Stormo ricevette i primi HH139A divenuti pienamente operativi dal marzo 2013.
Nel mese di settembre del 2012, l’84° Centro viene trasferito sull’aeroporto “A. Ramirez” di Gioia del Colle con i nuovi elicotteri Agusta Westland HH-139.
Nel settembre 2014 viene radiato l'HH-3F Pelican.